# Masters de Montecarlo 1988
El Abierto de Montecarlo 1988 fue un torneo de tenis masculino jugado sobre tierra batida. Fue la 82.ª edición de este torneo. Se celebró entre el 18 y el 24 de abril de 1988.

## Campeones

### Individuales
Ivan Lendl vence a  Martín Jaite, 5–7, 6–4, 7–5, 6–3.

### Dobles
Sergio Casal /  Emilio Sánchez vencen a  Henri Leconte /  Ivan Lendl, 6–1, 6–3.